# Novi Čeminac
Novi Čeminac – wieś w Chorwacji, w żupanii osijecko-barańskiej, w gminie Čeminac. W 2011 roku liczyła 319 mieszkańców.